# ملکه آرنا
ملکه آرنا (انگلیسی: Queen of the Arena) یک فیلم در سبک درام به کارگردانی رولف مایر است که در سال ۱۹۵۲ منتشر شد. از بازیگران آن می‌توان به هانس زونکر، گرته وایزر، یان هندریکس، و پتر آلکساندر اشاره کرد.